# Hafizadićův dům
Hafizadićův dům (bosensky Hafizadića kuća) je historická budova v bosenském městě Travnik. Dům z 19. století je první stavba evropského typu ve městě a je chráněná jako kulturní památka. Budova se nachází ve středu města, na adrese Bosanska 135 (dříve Titova ul.), naproti Lukačské mešitě.
Kamenný patrový dům stojí na ploše obdélníku o rozměrech 13,65 x 9,25 m.
Dům si nechal postavit maďarský lékař Gábor Galantay, který uprchl po maďarské revoluci v roce 1848 do dnešní Bosny, která byla pod tueckou nadvládou. Dům byl dokončen v roce 1858 a odlišoval se snad vším od tradiční bosenské zástavby a domů s bílými zdmi a dřevěnými střechami s prudkými štíty. Okna byla dekorována oblouky a budova měla rovněž i nápadné pilastry. V roce 1875 dům odkoupila rodina Hafizadićů (rovněž lékařů), která jej vlastnila i po značnou část 20. století. Podle nich má stavba své současné jméno.
V přízemí budovy se nachází kavárna, která zde existovala již v 19. století. Navštěvovali ji často konzulové evropských zemí, kteří měli v Travniku (v té době hlavním městě Bosny pod tureckou nadvládou) svá sídla. Dům tak patřil k dobře známým adresám ve městě. Samotná budova ale nikdy jako rezidence nebo úřad žádného z diplomatů nesloužila.